# Indizierung von Hip-Hop-Musik in Deutschland
Die Indizierung von Hip-Hop-Musik in Deutschland findet seit den 1990er-Jahren statt und hatte Mitte der 2000er-Jahre ihren Höhepunkt. Wie bei jeder anderen Musikindizierung werden jugendgefährdende Werke durch die Bundeszentrale für Kinder- und Jugendmedienschutz (BzKJ) in einem Index gelistet („indiziert“) und entsprechend Vertrieb und Bewerbung an Minderjährige verboten. Nach Angaben der Bundeszentrale sind die häufigsten Gründe für eine Indizierung pornographische, unsittliche, verrohend wirkende, und zu Gewalttätigkeit anreizende Inhalte.

## Hintergrund
| Zeitraum  | Name der Institution                              | Abk. |
| --------- | ------------------------------------------------- | ---- |
| bis 2003  | Bundesprüfstelle für jugendgefährdende Schriften  | BpjS |
| 2003–2021 | Bundesprüfstelle für jugendgefährdende Medien     | BpjM |
| seit 2021 | Bundeszentrale für Kinder- und Jugendmedienschutz | BzKJ |

In Deutschland ist die dem Bundesministerium für Familie, Senioren, Frauen und Jugend unterstelle Bundeszentrale für Kinder- und Jugendmedienschutz (BzKJ) für die Indizierung von Werken zuständig. Sie wird ausschließlich auf Anregung der im Jugendschutzgesetz genannten Stellen (z. B. Jugendämter) tätig und prüft dann für jedes gemeldete Werk einzeln, ob die Inhalte Tatbestände der Jugendgefährdung erfüllen. Wird eine Jugendgefährdung festgestellt, hat das Gremium die Kunstfreiheit mit dem Jugendschutz abzuwägen und entscheidet, welches der beiden Rechte als vorrangig einzustufen ist. Geht nach Auffassung des Gremiums der Jugendschutz vor, wird eine Indizierung, also eine Aufnahme in die Liste der jugendgefährdenden Medien, ausgesprochen, womit das Werk Minderjährigen nicht länger zugänglich gemacht oder beworben werden darf. Trägermedien (also solchen, deren Inhalt nicht virtuell, sondern gegenständlich gespeichert ist) wurden bis 2021 dabei entweder in Liste A oder Liste B eingetragen, wobei Liste B Trägermedien vorbehalten war, die sowohl jugendgefährdend sind und möglicherweise auch strafrechtlich relevante Inhalte besitzen. Eine Eintragung in Liste B hatte zur Folge, dass strafrechtliche Ermittlungen gegen den Künstler eingeleitet und das Werk ggf. bundesweit beschlagnahmt wurde. Sogenannte Telemedien werden in einer nicht öffentlichen Liste (bis 2021 mit den Listenteilen C bzw. D) geführt, um einen Werbeeffekt zu vermeiden. Nach 25 Jahren läuft eine Indizierung automatisch aus, kann nach einer Einzelfallprüfung aber verlängert werden. Es ist zudem vor Ende der Laufzeit möglich, Einspruch gegen eine Indizierung einzulegen.

## Geschichte

### Erste Indizierungen (1993–2002)
Bei der Bundeszentrale werden bereits seit Anfang der 1990er-Jahre Verfahren zur Indizierung von Hip-Hop- und Rap-Werken beantragt oder angeregt. Die erste Indizierung aus dem Genre „Hip-Hop“ ist die der Single Frohes Fest von den Fantastischen Vier. Auf Antrag des Stadtjugendamtes Heidelberg wurde die 1991 erstveröffentlichte Single im November 1993 wegen der Gefahr „sozialethischer Desorientierung von Kindern und Jugendlichen“ auf die Liste jugendgefährdender Medien gesetzt (damals noch ohne Listenteile). Ausschlaggebend waren dabei vor allem Texte des auf der B-Seite gepressten Songs Eins und Eins, denen ein pornografischer und frauenfeindlicher Charakter zugemaßt wurde. Zum 29. Oktober 2018 wurde die Indizierung der Single aufgrund des Ablaufs der Indizierungsdauer von 25 Jahren aufgehoben.
Ende der 1990er-Jahre wurde Kool Savas zu einem Wegbereiter des neuen deutschen Battle-Raps und – laut BpjM – „einer sexistischen und homophoben Sprache in deutschen HipHop-Texten“. Kritiker warfen ihm vor, seine „Diss-Tracks“ hätten aus dem ursprünglich respektvollen verbalen Gegeneinander des Battles eine Form von Erniedrigung und Beleidigung zum Tabubruch um jeden Preis gemacht. Aufgrund von „sexistischen und homophoben Texten“ wurden im Jahr 2001 schließlich seine Maxi-Single LMS (1999) und seine EP Warum rappst du? (2000) von der BpjS indiziert. Ein Jahr später wurde auch der Rapper Taktloss, der in dieser Zeit gemeinsam mit Kool Savas als Westberlin Maskulin auftrat, mit seinem Album Battle Reimpriorität Nr. 7 auf den Index gesetzt. Grund dafür war laut der BpjS, dass das Werk zum Rassenhass anreize.

### Hochphase (2004–2009)
|                               | bis 2003 | 2004 | 2005 | 2006 | 2007 | 2008 | 2009 |
| ----------------------------- | -------- | ---- | ---- | ---- | ---- | ---- | ---- |
| Indizierungen                 | 4        | 4    | 9    | 6    | 28   | 4    | 3    |
| Ermittlungsverfahren (Berlin) | 0        | 2    | 3    | 2    | 17   | 7    | 9    |

Ab 2004 hat sich die Anzahl der Indizierungen verstärkt. Bis zum 30. April 2008 wurden laut einer Aufstellung der BpjM insgesamt 53 Tonträger aus dem Bereich Hip-Hop indiziert. Die Anzahl der Indizierungen bietet jedoch laut Sexualforscher Konrad Weller keine direkte Schlussfolgerung auf die Anzahl der Produktionen, so verweise der „Indizierungsgipfel 2007“ in erster Linie auf „konjunkturelle Schwankungen der professionellen Aufmerksamkeit“. 2007 sei das Jahr gewesen, „als der sexistische Hardcore-Rap in den Fokus allgemeiner Aufmerksamkeit geriet“, und zum Teil auch ältere Veröffentlichungen indiziert wurden oder zu Strafanzeigen führten.
Aggro Berlin
Mit der Gründung des Labels Aggro Berlin im Jahr 2001 fanden sich viele gleichgesinnte Rapper zusammen, darunter Sido, Bushido oder B-Tight. Der Zensurforscher Roland Seim beschrieb Aggro Berlin als „die deutsche Version des coolen, harten Macho-Gehabes afroamerikanischer Gettovorbilder wie Ice-T oder N.W.A“, welche fortan mit „juvenilem Spaß an bösen Wörtern und Posen den Konkurrenzcharakter des Battle-Rap auf die Spitze [trieben]“. 16 Veröffentlichungen von Aggro Berlin, die zwischen 2003 und 2009 (dem Jahr der Auflösung des Labels) erschienen, wurden von der Prüfstelle indiziert. Mit Werken wie Bushidos Vom Bordstein bis zur Skyline (2003), das als Meilenstein des Gangsta-Raps in Deutschland gilt, oder Sidos Maske (2004), das für über 100.000 Verkäufe mit einer goldenen Schallplatte ausgezeichnet wurde, indizierte die BpjM dabei nicht nur Underground-Hip-Hop, sondern machte auch vor kommerziell erfolgreichen Veröffentlichungen keinen Halt.
Im Falle von Maske wehrte sich Aggro Berlin und legte Einspruch gegen die Indizierung ein, musste sich aber vor dem Oberverwaltungsgericht für das Land Nordrhein-Westfalen (OVG NRW) geschlagen geben, das die Indizierung als rechtens ansah. Daraufhin wurde das Album unter dem Titel Maske X neuveröffentlicht und der einzige indizierungsrelevante Track Endlich Wochenende entfernt. Die Praxis des Entfernens von indizierungsrelevanten Liedern und die anschließende Neuveröffentlichung eines Tonträgers hat sich bis heute als Mittel zur „Umgehung“ einer Indizierung bewährt.
Porno-Rap
In derselben Zeit entwickelte sich ebenfalls in Berlin durch Künstler wie King Orgasmus One oder Frauenarzt eine deutsche Porno-Rap-Szene. Porno-Rap beinhaltet eine explizite Darstellung von sexuellen Inhalten und bedient sich sexuell anmutenden sprachlichen Übertreibungen. Als ein Flaggschiff des deutschen Porno-Raps gilt Sidos Arschficksong (2002), der allerdings aufgrund einer vorangehenden Altersfreigabe des entsprechenden Musikvideos durch die FSK nicht mehr von der BpjM indiziert werden konnte. Songs aus dem Genre des Porno-Raps wurden in den 2000er-Jahren häufig Ziel von Indizierungen, teilweise wurden auch Gerichtsverfahren wegen der Verbreitung pornographischer Inhalte gegen die Künstler eingeleitet.
Hirntot Records
Das um 2005 gegründete Berliner Label Hirntot Records um die Rapper Blokkmonsta, Uzi und Schwartz „drehte die Eskalationsschraube noch weiter an.“ Als Vertreter des Subgenres Horrorcore, welches von Splatterfilmen beeinflusst wird, handelten deren Texte häufig von extremer und detailgetreu dargestellter Gewalt. Dies sorgte dafür, dass viele der Veröffentlichungen von Hirntot Records auf der sogenannten „Liste B“ der BpjM landeten, was strafrechtliche Ermittlungen, Hausdurchsuchungen und Gerichtsprozesse für die Künstler zur Folge hatten. 2008 räumte eine Richterin zwar ein, dass die Texte der Rapper so übertrieben seien, dass sie erkennbar nicht ernst gemeint sein könnten, kritisierte aber gleichzeitig, dass sie labilen Menschen als Handlungsvorlage für Amokläufe dienen könnten. Außerhalb der Rechtsrock-Szene ist Hirntot Records mit 21 Werken auf dem Index das Musiklabel mit den meisten Indizierungen in Deutschland.
NS-Rap
Auch im Bereich des rechtsextremen NS-Rap, welcher ab 2005 in Deutschland auftrat, gab es mit A3stus, MaKss Damage und Villain051 einige Künstler die von der Bundesprüfstelle indiziert wurden.

### Rückgang (seit 2010)
Der Rapper Bushido erregte in den 2010er-Jahren Aufsehen, als er juristisch gegen Indizierungen seiner bzw. Alben seiner Künstler vorging und teilweise Erfolg hatte. Gegen die Indizierungen des Albums NWA (2013) und des Musikvideos zum Song Stress ohne Grund (2013) des Interpreten Shindy legte er als Inhaber des Labels ersguterjunge im Jahr 2015 Einspruch ein. In einem Eilverfahren entschied das OVG NRW im Juni 2015 zugunsten des Rappers, was zur Folge hatte, dass Album und Musikvideo mit Wirkung zum 30. Juni 2015 aus dem Index gestrichen wurden. Laut Auffassung des Gerichts hatte die BpjM den Kunstgehalt des Tonträgers und des Videos nicht hinreichend ermittelt. Auch gegen die 2005 erfolgte Indizierung seines Albums Electro Ghetto (2004) ging Bushido vor. Eine entsprechende Beschwerde im Jahr 2017 bei der BpjM führte dazu, dass das Album mit Wirkung zum 28. Mai 2018 aus dem Index gestrichen wurde. Laut Bushido sei das Album „nach heutigen Maßstäben nicht mehr als jugendgefährdend anzusehen“, was von der BpjM durch ein Gutachten bestätigt und anschließend akzeptiert wurde. Gegen die Indizierung seines Albums Sonny Black (2014) klagte Bushido ebenfalls, wurde jedoch in erster Instanz vom Verwaltungsgericht Köln abgewiesen. Im Berufungsverfahren entschied im Mai 2018 das OVG NRW zu Bushidos Gunsten, was dazu führte, dass das Album für kurze Zeit wieder digital erhältlich war. Die BPjM reichte Revision ein und wurde im Oktober 2019 in letzter Instanz vom Bundesverwaltungsgericht bestätigt, womit auch die Rechtskräftigkeit der Indizierung an sich bestätigt wurde. Eine Verfassungsbeschwerde von Bushido gegen dieses Urteil und die Entscheidung der BpjM wurde im Oktober 2022 vom Bundesverfassungsgericht nicht zur Entscheidung angenommen.
Ab den 2010er-Jahren ist die Anzahl der indizierten Deutschrap-Werke zurückgegangen. Der deutsche Rapper Fler, der in den 2000er-Jahren selbst zwei Werke veröffentlichte, die von der BpjM indiziert wurden, erklärte sich im Jahr 2023 die nachgelassene Anzahl der Indizierungen damit, dass es seinerzeit schlicht noch nicht so einen hohen Output an Deutschrap-Releases gegeben habe und man somit damals als Einzelkünstler mehr im medialen Fokus gestanden habe. Er kam ebenfalls zu dem Schluss, dass die Musik heutzutage „softer“ bzw. umgänglicher geworden sei. Petra Meier, stellvertretende Vorsitzende der BpjM, erklärte in einem Interview von 2016 allerdings, dass „sowohl Anfang der 2000er indizierte CDs als auch heutzutage indizierte CDs ähnliche Inhalte aufweisen“.
Thomas Salzmann, stellvertretender Vorsitzender der BzKJ, erklärte 2023, dass die Indizierung von Hip-Hop-Musik in Deutschland zwar nachgelassen habe, aber durchaus weiterhin vorkomme. Telemedien, also rein digital veröffentlichte Werke (bspw. auf Spotify oder YouTube), seien heutzutage der Standard und werden bei einer Indizierung in eine nicht öffentliche Liste eingetragen. Er ergänzte: „Solange der Verbreitungsweg hauptsächlich als Telemedien erfolgt, kriegt die Öffentlichkeit nicht so viel [von einer Indizierung] mit. Es sei denn, die Künstler*innen machen das selber zum Thema.“ Als Beispiel für einen solchen Fall wurde im Interview das Album Asozial Allstars Vol. 2 (2019) der Berliner Gruppe 102 Boyz genannt, welche sich öffentlich über die Indizierung beklagt hatte.

## Gründe
Die Hauptgründe, weshalb die BpjM zwischen 2004 und 2008 Hip-Hop-Tonträger indizierte, waren laut eigenen Angaben, weil diese „pornographisch und/oder unsittlich (Frauen diskriminierend und/oder Sex und Gewalt verknüpfend) [seien], und/oder verrohend [wirkten] und/oder zu Gewalttätigkeit [anreizten]“. Eine von der BpjM in Auftrag gegebene Analyse der Indizierungspraxis zu Medien aus dem Bereich Battle- und Gangsta-Rap kam 2018 zu einem ähnlichen Schluss: Für Werke mit einem Veröffentlichungszeitraum zwischen 2008 und 2017 wurden als häufigste Indizierungsgründe das Anreizen zu Gewalttätigkeit (45 Objekte), Diskriminierung (19 Objekte), (verrohende) Gewalt (12 Objekte), Menschenwürdeverletzung (12 Objekte), die Verknüpfung von Sex und Gewalt (11 Objekte), einfache Pornografie (8 Objekte), der Inhalt indizierter Titel (7 Objekte) und die Verherrlichung von Drogen/Alkohol (5 Objekte) festgestellt. Mehrere Gründe konnten dabei auf ein einzelnes Objekt zutreffen, insgesamt wurden für den genannten Zeitraum 62 indizierte Objekte aus dem Bereich Battle- und Gangsta-Rap identifiziert.
Aus der Sicht des Berliner Staatsanwalts Thomas Schulz-Spirohn, der sich aus strafrechtlicher Sicht mit Hip-Hop beschäftigt, geht es in den relevanten Texten „[...] überwiegend um die Erniedrigung von Frauen durch sexuelle Gewalt, der Beschreibung von Folter, Totschlag, Leichenschändung von konkurrierenden Musikern, Politikern, Polizisten und Repräsentanten als ‚feindlich‘ empfundener Behörden, wie z. B. der Bundesprüfstelle für jugendgefährdende Medien [...] Dies wird detailliert und in extrem vulgärer und roher Sprache dargestellt. Es ist sozusagen die Vertonung von (gewalt)-pornographischen oder besonders blutrünstigen Horrorfilmen. Die Popularität und der ökonomische Erfolg einiger Interpreten sind offensichtlich Anreiz für den ‚künstlerischen Nachwuchs‘, die bereits strafrechtlich relevanten Texte der ‚etablierten‘ Musiker durch gesteigerte verbale Gewalttätigkeiten und noch obszöneren Sexismus zu überbieten, um so die Aufmerksamkeit auf sich zu lenken.“
Laut dem Online-Portal Schnittberichte.com werden Hip-Hop- und Rap-Veröffentlichungen besonders oft indiziert, da innerhalb der Rapmusik „Provokation und Tabubrüche“ mehr vertreten seien als in anderen Musikgenres. Insbesondere der Gangsta-Rap bringe Texte über Sex, Gewalt und Drogen in den Mainstream. Die Schwelle zu „als bedenklich angesehener Glorifizierung“ sei dabei „häufig sehr gering“. Als „deutsche Institution und zum Schutz der deutschen Jugend“ interessiere die BzKJ vor allem deutschsprachige Rapmusik und insbesondere deutschsprachiger Gangsta-Rap, wie er sich seit Ende der 1990er-Jahre aus dem Berliner Umkreis entwickelt habe. Subgenres wie Porno-Rap oder Horrorcore seien besonders häufig von Indizierungen betroffen.

## Kritik
Sven Aumiller vom Internetportal MZEE.com kritisierte die Tatsache, dass eine Indizierung von Musikwerken, und insbesondere Hip-Hop-Werken, zwar rechtlich lediglich die Bewerbung und den Verkauf an Minderjährige unterbietet, praktisch aber häufig einen kompletten Verkaufsstopp des Werks auch für Erwachsene zur Folge hat. Insbesondere Anbieter von Musikstreaming würden es bevorzugen, auf die „technisch sehr aufwendige Schose“ eines Altersnachweissystems zu verzichten und stattdessen „Index-Alben einfach nicht ins Sortiment [aufnehmen].“ Die Initiative Tageszeitung ergänzte, dass auch große Onlineversandhäuser wie bspw. Amazon „komplett auf das Verkaufen von […] indizierten Medien“ verzichten würden.
In einem Bericht des Hans-Bredow-Instituts vom Oktober 2007 wurde erläutert, dass vor allem in der Hip-Hop-Szene neben den Veröffentlichungen von großen und kleinen Musiklabels auch „regionale Produkte von Künstlern ohne Plattenvertrag“ kursieren würden. Der Vertrieb dieser Trägermedien „[könne] durch eine Indizierung kaum unterbunden werden, da es hier selten zu einer Anregung kommen [würde] oder die Prüfstelle mangels eines veröffentlichten, in gängige Vertriebsstrukturen eingebundenen Trägers keinen entsprechenden zu bezeichnenden Gegenstand [habe].“

## Liste der indizierten Werke
Diese Aufstellung beinhaltet in Deutschland indizierte Hip-Hop-Werke aus der öffentlichen Liste (2003 bis 2021 mit Listen A und B). Die nicht öffentliche Liste (2003 bis 2021 mit Listen C und D) ist nicht Teil der Aufstellung.

| VÖ-Jahr | VÖ-Datum      | Typ       | Titel                                          | Künstler                   | Label                                  | Indizierung        | Liste | Status                                          |
| --- | ------------- | --------- | ---------------------------------------------- | -------------------------- | -------------------------------------- | ------------------ | ----- | ----------------------------------------------- |
| 1991 | November      | Single    | Frohes Fest                                    | Die Fantastischen Vier     | CBS Schallplatten                      | 30. November 1993  | –     | Indizierung aufgehoben am 29. Oktober 2018      |
| 1999 | unbekannt     | Single    | LMS                                            | Kool Savas                 | Put Da Needle To Da Records            | 31. Juli 2001      | –     | Indizierung rechtskräftig                       |
| 2000 | 24. Oktober   | Doppel    | Wow... The Story                               | Baby Cham                  | Artist Only! Records                   | 30. Mai 2008       | B     | Indizierung rechtskräftig                       |
| 2000 | unbekannt     | EP        | Warum rappst du?                               | Kool Savas                 | Put Da Needle To Da Records            | 31. März 2001      | –     | Indizierung rechtskräftig                       |
| 2001 | 12. November  | Soloalbum | Battle Reimpriorität Nr. 7                     | Taktloss                   | Home Recordings                        | 29. Juni 2002      | –     | Indizierung rechtskräftig                       |
| 2001 | unbekannt     | Single    | Dieser Song gehört uns                         | Kanak Attak                | 3 Finger Records                       | 30. Juni 2004      | A     | Indizierung rechtskräftig                       |
| 2002 | Mai           | Soloalbum | Obscuritas Eterna                              | MC Basstard                | Bassboxxx                              | 30. September 2005 | A     | Indizierung rechtskräftig                       |
| 2002 | Juni          | Kollabo   | Porno Party                                    | Mr. Long & Frauenarzt      | Rap Haus Records                       | 31. März 2006      | A     | Indizierung rechtskräftig                       |
| 2002 | unbekannt     | EP        | Fick MOR                                       | MOK                        | Bassboxxx                              | 29. Juni 2007      | A     | Indizierung rechtskräftig                       |
| 2003 | 27. Januar    | Sampler   | Aggro Ansage Nr. 2                             | Div.                       | Aggro Berlin                           | 31. Mai 2005       | A     | Indizierung rechtskräftig                       |
| 2003 | 5. Juni       | Soloalbum | Tanga Tanga 2003                               | Frauenarzt                 | Rap Haus Records                       | 31. März 2006      | A     | Indizierung rechtskräftig                       |
| 2003 | 15. Juni      | Soloalbum | Das Massengrab                                 | Kaisaschnitt               | Streetlife Entertainment               | 31. Juli 2007      | A     | Indizierung rechtskräftig                       |
| 2003 | 14. Juli      | Soloalbum | Vom Bordstein bis zur Skyline                  | Bushido                    | Aggro Berlin                           | 30. September 2005 | A     | Indizierung rechtskräftig                       |
| 2003 | 6. Oktober    | Soloalbum | Rap braucht kein Abitur                        | Bass Sultan Hengzt         | Amstaff Muzx                           | 29. Januar 2005    | A     | Indizierung rechtskräftig                       |
| 2003 | 8. Dezember   | Sampler   | Aggro Ansage Nr. 3                             | Div.                       | Aggro Berlin                           | 31. Dezember 2004  | A     | Indizierung rechtskräftig                       |
| 2003 | unbekannt     | Soloalbum | Fick mich … und halt dein Maul!                | King Orgasmus One          | I Luv Money Records                    | 30. April 2004     | A     | Indizierung rechtskräftig                       |
| 2003 | unbekannt     | Sampler   | Orgi Pörnchen – Der Soundtrack a               | King Orgasmus One          | I Luv Money Records                    | 31. August 2007    | B     | Indizierung rechtskräftig                       |
| 2003 | unbekannt     | Soloalbum | Untergrund Solo – Vol. 2                       | Frauenarzt                 | Mehr Kohle Records, Rap Haus Records   | 30. Juni 2004      | A     | Indizierung rechtskräftig                       |
| 2003 | unbekannt     | Soloalbum | Zyklon D Frontalangriff                        | Dissau Crime               | Dopest-Venly.de                        | 30. Juli 2005      | B     | Indizierung rechtskräftig                       |
| 2004 | 27. Februar   | Kollabo   | Vom Teufel gesandte Dämonen b                  | Vork & Dent                | Nord Nord Muzikk                       | 27. April 2007     | B     | Indizierung rechtskräftig                       |
| 2004 | 25. März      | Sampler   | Splater Connection – Untergrund Sampla Nr. 1 b | Div.                       | Streetlife Entertainment               | 29. Juni 2007      | B     | Indizierung rechtskräftig                       |
| 2004 | 26. April     | Soloalbum | Maske                                          | Sido                       | Aggro Berlin                           | 30. September 2005 | A     | Indizierung rechtskräftig                       |
| 2004 | 19. Mai d     | Soloalbum | Sexkönig a                                     | King Orgasmus              | I Luv Money Records                    | 29. April 2006     | B     | Indizierung rechtskräftig                       |
| 2004 | Mai           | Soloalbum | Mentaler Kriegszustand b                       | Rako                       | Mehr Kohle Records                     | 27. April 2007     | B     | Indizierung rechtskräftig                       |
| 2004 | 5. Juli       | Soloalbum | Der Bozz                                       | Azad                       | Bozz Music                             | 31. Dezember 2005  | A     | Indizierung rechtskräftig                       |
| 2004 | 25. Oktober   | Soloalbum | Electro Ghetto                                 | Bushido                    | ersguterjunge                          | 31. Dezember 2005  | A     | Indizierung aufgehoben am 28. Mai 2018          |
| 2004 | 25. Oktober d | Soloalbum | King of Kingz                                  | Bushido                    | ersguterjunge                          | 31. Mai 2005       | A     | Indizierung rechtskräftig                       |
| 2004 | 1. November   | Sampler   | Orgi Pörnchen 2 – Der Soundtrack               | King Orgasmus One          | I Luv Money Records                    | 31. Oktober 2007   | A     | Indizierung rechtskräftig                       |
| 2004 | 11. November  | Soloalbum | Mörder Muzikk                                  | Kyng Dent                  | Nord Nord Muzikk                       | 31. Oktober 2007   | A     | Indizierung rechtskräftig                       |
| 2004 | 5. November   | Sampler   | Aggro Ansage Nr. 4                             | Div.                       | Aggro Berlin                           | 30. September 2005 | A     | Indizierung rechtskräftig                       |
| 2004 | unbekannt     | Soloalbum | Verbrechen lohnt sich                          | DJ Manny Marc              | Bassboxxx                              | 31. Mai 2007       | A     | Indizierung rechtskräftig                       |
| 2005 | 9. Mai        | Mixtape   | Des Killatape Vol. 1                           | Automatikk                 | Amstaff Muzx                           | 31. Dezember 2005  | B     | Indizierung rechtskräftig                       |
| 2005 | 3. Juni       | Kollabo   | … machen Ärger                                 | Mehr Kohle Atzen           | Raphaus Records, Mehr Kohle Records    | 30. September 2010 | A     | Indizierung rechtskräftig                       |
| 2005 | 8. August     | Mixtape   | Heisse Ware                                    | B-Tight & Tony D           | Aggro Berlin                           | 31. Juli 2012      | A     | Indizierung rechtskräftig                       |
| 2005 | 21. September | Mixtape   | Hip Hop ist tot                                | DJ Manny Marc & Reckless   | Bassboxxx                              | 31. Mai 2007       | A     | Indizierung rechtskräftig                       |
| 2005 | 4. November   | Sampler   | Orgi Pörnchen 3 – Der Soundtrack               | King Orgasmus One          | I Luv Money Records                    | 31. August 2007    | A     | Indizierung rechtskräftig                       |
| 2005 | 25. November  | Soloalbum | Der Untergrundkönig                            | Frauenarzt                 | Mehr Kohle Records                     | 31. Oktober 2007   | A     | Indizierung rechtskräftig                       |
| 2005 | 2. Dezember   | Sampler   | Aggro Ansage Nr. 5                             | Div.                       | Aggro Berlin                           | 31. Mai 2006       | A     | Indizierung rechtskräftig                       |
| 2005 | Dezember      | Soloalbum | Amoklauf b                                     | Uzi One                    | Hirntot Records                        | 30. April 2010     | B     | Indizierung rechtskräftig                       |
| 2005 | unbekannt     | Soloalbum | Ausbruch                                       | Micpropaganda              | Kolonne-Ost                            | 29. September 2006 | A     | Indizierung rechtskräftig                       |
| 2005 | unbekannt     | Soloalbum | Auf Chrome                                     | GPC                        | Crackhaus Records                      | 31. August 2007    | A     | Indizierung rechtskräftig                       |
| 2005 | unbekannt     | Sampler   | Greatest Hitz                                  | Mahatma Hitler             | MoselCoastGhettoslang Records          | 30. März 2007      | A     | Indizierung rechtskräftig                       |
| 2005 | unbekannt     | Kollabo   | In drei Teufels Namen b                        | Uzi, Blokkmonsta & SDBY    | Hirntot Records                        | 27. Februar 2009   | B     | Indizierung rechtskräftig                       |
| 2005 | unbekannt     | Kollabo   | Porno Party 2                                  | Mr. Long & Frauenarzt      | Porno Party Records                    | 27. April 2007     | A     | Indizierung rechtskräftig                       |
| 2005 | unbekannt     | EP        | Süsses, sonst Stich b                          | Blokkmonsta, Uzi & Perverz | Hirntot Records                        | 29. Januar 2010    | B     | Indizierung rechtskräftig                       |
| 2006 | 13. Januar    | Mixtape   | F.L.E.R. 90210                                 | Fler                       | Aggro Berlin                           | 31. Januar 2007    | A     | Indizierung rechtskräftig                       |
| 2006 | 10. Februar   | Soloalbum | Wir fi**en immer noch alles                    | Automatikk                 | Amstaff Entertainment                  | 31. Oktober 2006   | A     | Indizierung rechtskräftig                       |
| 2006 | 17. Februar   | Sampler   | Nemesis – Ersguterjunge Sampler Vol. 1         | Div.                       | ersguterjunge                          | 30. März 2007      | A     | Indizierung rechtskräftig                       |
| 2006 | 3. März       | Soloalbum | Berliner Schnauze                              | Bass Sultan Hengzt         | Amstaff Muzx, Murderbass               | 31. Januar 2007    | B c   | Indizierung rechtskräftig                       |
| 2006 | 31. März      | Mixtape   | Der neue Standard                              | Beathoavenz                | Aggro Berlin                           | 31. Januar 2007    | A     | Indizierung rechtskräftig                       |
| 2006 | 7. April      | Sampler   | Brennt den Club ab – Die größten Hits          | Frauenarzt                 | Mehr Kohle Records                     | 31. Oktober 2007   | A     | Indizierung rechtskräftig                       |
| 2006 | 5. Mai        | Kollabo   | Porno Mafia a                                  | Frauenarzt, Orgasmus       | Bassboxxx, Mehr Kohle Records          | 30. Januar 2009    | B     | Indizierung rechtskräftig                       |
| 2006 | 16. Mai       | Soloalbum | Gesichter des Todes b                          | Dr. Faustus                | Hirntot Records                        | 31. Dezember 2009  | B     | Indizierung rechtskräftig                       |
| 2006 | 19. Juni      | Kollabo   | Schlachthof b                                  | Blokkmonsta & Uzi          | Hirntot Records                        | 30. April 2009     | B     | Indizierung rechtskräftig                       |
| 2006 | 4. August     | Soloalbum | OrgiAnal Arschgeil                             | King Orgasmus One          | I Luv Money Records                    | 31. Oktober 2007   | A     | Indizierung rechtskräftig                       |
| 2006 | 6. Oktober    | EP        | X-Tasy                                         | B-Tight                    | Aggro Berlin                           | 31. Januar 2012    | A     | Indizierung rechtskräftig                       |
| 2006 | 13. Oktober   | Mixtape   | Bad Boys 2                                     | MOK                        | Sektenmuzik                            | 31. Dezember 2012  | A     | Indizierung rechtskräftig                       |
| 2006 | 27. Oktober   | Sampler   | Geschäft ist Geschäft – Gastparts Teil 1 a b   | Frauenarzt                 | Mehr Kohle Records                     | 31. Oktober 2007   | B     | Indizierung rechtskräftig                       |
| 2006 | unbekannt     | EP        | 1. Mai Steinschlag b                           | Blokkmonsta & Uzi          | Hirntot Records                        | 31. Juli 2007      | B     | Indizierung rechtskräftig                       |
| 2006 | unbekannt     | Kollabo   | Hirntot: Nachgeladen b                         | Blokkmonsta & Uzi          | Hirntot Records                        | 25. Juni 2010      | B     | Indizierung rechtskräftig                       |
| 2006 | unbekannt     | Sampler   | Hirntot Records – Greatest Hits b              | Div.                       | Hirntot Records                        | 30. April 2009     | B     | Indizierung rechtskräftig                       |
| 2006 | unbekannt     | Kollabo   | Lass die Waffen sprechen b                     | Blokkmonsta & Uzi          | Hirntot Records                        | 31. Dezember 2009  | B     | Indizierung rechtskräftig                       |
| 2006 | unbekannt     | Sampler   | Süsses, sonst Stich 2                          | Div.                       | Hirntot Records                        | 30. April 2010     | B     | Indizierung rechtskräftig                       |
| 2006 | unbekannt     | unbek.    | Vom Wohnblock auf den Zellenblock              | Kam One                    | Tsk-Records                            | 29. Juni 2007      | A     | Indizierung rechtskräftig                       |
| 2007 | 2. Februar    | Mixtape   | Airmax Muzik                                   | Fler                       | Aggro Berlin                           | 30. September 2009 | A     | Indizierung rechtskräftig                       |
| 2007 | 2. März d     | Soloalbum | Musik oder Knast (Premium Edition)             | MOK                        | ersboeserjunge                         | 30. November 2007  | A     | Indizierung rechtskräftig                       |
| 2007 | 30. März      | Soloalbum | Willkommen in Abschaumcity                     | MC Bogy                    | Aggro Berlin                           | 31. Dezember 2010  | A     | Indizierung rechtskräftig                       |
| 2007 | März d        | Mixtape   | Bad Boys I (Premium Edition)                   | MOK                        | ersboeserjunge                         | 30. November 2007  | A     | Indizierung rechtskräftig                       |
| 2007 | 6. April      | Kollabo   | Das Omen                                       | MC Basstard & Kaisa        | Hell Raisa Records                     | 30. November 2010  | A     | Indizierung rechtskräftig                       |
| 2007 | 27. April     | Soloalbum | Neger Neger (Premium Edition)                  | B-Tight                    | Aggro Berlin                           | 30. April 2008     | A     | Indizierung rechtskräftig                       |
| 2007 | 25. Mai       | Single    | Hustler                                        | MOK                        | ersboeserjunge                         | 30. November 2007  | A     | Indizierung rechtskräftig                       |
| 2007 | 1. Juni       | Soloalbum | Dr. Sex – Bonus Edition                        | Frauenarzt                 | Ghetto Musik                           | 31. Oktober 2007   | A     | Indizierung rechtskräftig                       |
| 2007 | 8. Juni       | Sampler   | Tiefster Untergrund 2005 - 2007 b              | Div.                       | Hirntot Records                        | 31. Dezember 2009  | B     | Indizierung rechtskräftig                       |
| 2007 | 13. Juli d    | Soloalbum | Blut gegen Blut, Re-Release                    | Massiv                     | Al Massiva                             | 28. August 2009    | A     | Indizierung rechtskräftig                       |
| 2007 | 14. September | Soloalbum | Der Schmetterlingseffekt                       | Bass Sultan Hengzt         | Amstaff Muzx, Murderbass               | 30. Mai 2008       | B c   | Indizierung rechtskräftig                       |
| 2007 | 14. September | Soloalbum | Totalschaden                                   | Tony D                     | Aggro Berlin                           | 11. November 2009  | A     | Indizierung rechtskräftig                       |
| 2007 | 5. Oktober    | Mixtape   | Ghetto Romantik                                | B-Tight                    | Aggro Berlin                           | 29. Januar 2010    | A     | Indizierung rechtskräftig                       |
| 2007 | 5. Oktober    | Soloalbum | Das Monster bricht aus! b                      | Breity                     | Distributionz                          | 25. Februar 2011   | B     | Indizierung rechtskräftig                       |
| 2007 | 23. November  | Soloalbum | Böses Blut                                     | Blokkmonsta                | Hirntot Records                        | 30. September 2010 | A     | Indizierung rechtskräftig                       |
| 2007 | unbekannt     | EP        | 2 Chirurgen drehen durch                       | Dr. Faustus & Dr. Jekyll   | Hirntot Records                        | 30. November 2012  | A     | Indizierung rechtskräftig                       |
| 2007 | unbekannt     | Doppel    | In drei Teufels Namen II                       | Uzi, Blokkmonsta & SDBY    | Hirntot Records                        | 27. Februar 2009   | B     | Indizierung rechtskräftig                       |
| 2007 | unbekannt     | Sampler   | Legenden sterben nie b                         | Div.                       | Hirntot Records                        | 30. Juli 2010      | B     | Indizierung rechtskräftig                       |
| 2007 | unbekannt     | Sampler   | Süsses, sonst Stich 3                          | Div.                       | Hirntot Records                        | 30. April 2010     | B     | Indizierung rechtskräftig                       |
| 2008 | 22. März      | Soloalbum | Saadcore                                       | Saad                       | ersguterjunge                          | 31. Dezember 2012  | A     | Indizierung rechtskräftig                       |
| 2008 | 28. März      | Sampler   | Distributionz – Sampler Nr. 1                  | Div.                       | Distributionz                          | 25. Juni 2010      | A     | Indizierung rechtskräftig                       |
| 2008 | 6. Mai        | Sampler   | Best of Pörnchen                               | King Orgasmus One          | I Luv Money Records                    | 31. Oktober 2012   | A     | Indizierung rechtskräftig                       |
| 2008 | 23. Mai       | Sampler   | Feuchte Träume – Gastparts III                 | Frauenarzt                 | Distributionz, Atzen Musik             | 31. Dezember 2008  | A     | Indizierung rechtskräftig                       |
| 2008 | 30. Mai       | Kollabo   | 666                                            | Basstard & Kaisa           | Hell Raisa Records                     | 30. November 2010  | A     | Indizierung rechtskräftig                       |
| 2008 | 6. Juni       | Sampler   | Liebe ist Schön (Best of)                      | King Orgasmus One          | I Luv Money Records                    | 31. Oktober 2012   | A     | Indizierung rechtskräftig                       |
| 2008 | 28. November  | Soloalbum | Alles oder nix                                 | Xatar                      | Alles oder Nix Records                 | 26. Februar 2010   | A     | Indizierung rechtskräftig                       |
| 2008 | unbekannt     | Sampler   | Hirntot Records – Greatest Hits II             | Div.                       | Hirntot Records                        | 30. Juni 2009      | A     | Indizierung rechtskräftig                       |
| 2008 | unbekannt     | Sampler   | Orgi Pörnchen 5 – Der Soundtrack               | King Orgasmus One          | I Luv Money Records                    | 30. September 2009 | A     | Indizierung rechtskräftig                       |
| 2008 | unbekannt     | Sampler   | Sektenmuzik - Der Sampler II                   | Div.                       | Sektenmuzik                            | 27. November 2009  | A     | Indizierung rechtskräftig                       |
| 2009 | 13. Februar   | Sampler   | Sektenmuzik - Der Sampler III                  | Div.                       | Sektenmuzik                            | 27. November 2009  | A     | Indizierung rechtskräftig                       |
| 2009 | 13. März      | Kollabo   | Friss oder stirb b                             | Blokkmonsta & Schwartz     | Hirntot Records                        | 29. Januar 2010    | B     | Indizierung rechtskräftig                       |
| 2009 | 8. Mai        | Soloalbum | Zahltag                                        | Bass Sultan Hengzt         | Murderbass                             | 30. Oktober 2009   | B c   | Indizierung rechtskräftig                       |
| 2009 | 15. Mai       | Kollabo   | Mörder sprechen nicht                          | Dr. Jekyll & Schwartz      | Hirntot Records                        | 30. November 2012  | A     | Indizierung rechtskräftig                       |
| 2009 | 19. Juni      | Kollabo   | Jung, brutal, gutaussehend                     | Kollegah & Farid Bang      | Selfmade Records                       | 29. Juni 2012      | A     | Indizierung rechtskräftig                       |
| 2009 | 4. September  | Sampler   | Aggro Berlin Label Nr. 1                       | Div.                       | Aggro Berlin                           | 30. Juli 2010      | A     | Indizierung rechtskräftig                       |
| 2009 | 6. November   | Soloalbum | Die Sekte                                      | Die Sekte                  | Sektenmuzik                            | 30. Juli 2010      | A     | Indizierung rechtskräftig                       |
| 2010 | 10. Februar   | Soloalbum | K.M.K. (Bonus Edition)                         | Kaisa                      | Hell Raisa Records                     | 30. April 2010     | B     | Indizierung rechtskräftig                       |
| 2010 | 17. Dezember  | Soloalbum | Hurensohn Holocaust Zero                       | Schwartz                   | Hirntot Records                        | 17. März 2020      | A     | Indizierung aufgehoben am 28. April 2020        |
| 2011 | 28. Januar    | Soloalbum | Blut gegen Blut II                             | Massiv                     | Al Massiva                             | 30. Juni 2011      | A     | Indizierung rechtskräftig                       |
| 2011 | 18. Februar   | Soloalbum | Banger leben kürzer                            | Farid Bang                 | German Dream                           | 31. Januar 2012    | A     | Indizierung rechtskräftig                       |
| 2011 | 8. Juli       | Soloalbum | Hurensohn Holocaust Chroniken #1               | Schwartz                   | Hirntot Records                        | 31. Dezember 2012  | B     | Indizierung rechtskräftig                       |
| 2011 | unbekannt     | EP        | Sturmzeichen                                   | MaKss Damage               | keines (Veröffentlichung zum Download) | 31. August 2012    | B     | Indizierung rechtskräftig                       |
| 2012 | 30. März      | EP        | Witch House                                    | Kaisa                      | Jacques Linon                          | 28. Juni 2019      | A     | Indizierung rechtskräftig                       |
| 2012 | 20. April     | Sampler   | Orgi Pörnchen 6 – Der Sampler                  | King Orgasmus One          | I Luv Money Records                    | 28. Juni 2013      | A     | Indizierung rechtskräftig                       |
| 2012 | 19. Oktober   | Sampler   | Crackstreet Boys 2                             | Div.                       | Trailerpark                            | 30. August 2013    | A     | Indizierung rechtskräftig                       |
| 2013 | 25. Januar    | Soloalbum | Blockplatin                                    | Haftbefehl                 | Azzlackz                               | 30. Oktober 2015   | A     | Indizierung rechtskräftig                       |
| 2013 | 8. Februar    | Kollabo   | Jung, brutal, gutaussehend 2                   | Kollegah & Farid Bang      | Selfmade Records                       | 31. Januar 2014    | A     | Indizierung rechtskräftig                       |
| 2013 | 12. Juli      | Soloalbum | NWA                                            | Shindy                     | ersguterjunge                          | 19. Juli 2013      | A     | Indizierung aufgehoben am 30. Juni 2015         |
| 2013 | 2013          | EP        | Schadenfreude                                  | Waving the Guns            | keines (Veröffentlichung zum Download) | 4. August 2022     | A     | Indizierung rechtskräftig                       |
| 2014 | 14. Februar   | Soloalbum | Sonny Black                                    | Bushido                    | ersguterjunge                          | 30. April 2015     | A     | Indizierung rechtskräftig seit 30. Oktober 2019 |
| 2014 | unbekannt     | Soloalbum | Wehret den Anfängen                            | A3stus                     | Christian Drews                        | 31. August 2015    | B     | Indizierung rechtskräftig                       |
| 2015 | 17. April     | Soloalbum | Planktonweed Tape                              | SpongeBOZZ                 | Bikini Bottom Mafia                    | 30. September 2015 | A     | Indizierung rechtskräftig                       |
| 2015 | unbekannt     | Soloalbum | 2033                                           | MaKss Damage               | Reconquista Records                    | 28. September 2018 | B     | Indizierung rechtskräftig                       |
| 2015 | 2015          | Soloalbum | Gegen den Strom                                | Kaveh                      | AL!VE AG                               | 19. August 2021    | A     | Indizierung rechtskräftig                       |
| 2016 | 29. Januar    | Soloalbum | Kopf.Stein.Pflaster                            | Tamas                      | Auf!Keinen!Fall!                       | 28. August 2020    | A     | Indizierung rechtskräftig                       |
| 2017 | 1. Dezember   | Kollabo   | Jung, brutal, gutaussehend 3                   | Kollegah & Farid Bang      | Alpha Music Empire, Banger Musik       | 28. September 2018 | A     | Indizierung rechtskräftig                       |
| 2018 | unbekannt     | Soloalbum | Deutsche Zensur                                | Villain051                 | Das Zeughaus                           | 27. Dezember 2018  | A     | Indizierung rechtskräftig                       |
| 2019 | 2019          | Soloalbum | Alarmstufe Braun                               | PhalanX                    | Front Records                          | 25. August 2020    | A     | Indizierung rechtskräftig                       |
| 2021 | 2021          | Soloalbum | Deutsch, Brutal, Wutentfachend                 | Völkisch bei Nature        | U.ltra R.echts Records                 | 25. Januar 2022    | A     | Indizierung rechtskräftig                       |
| Hinweis: Die Werke mit einem Indizierungsdatum bis zum 30. April 2008 entstammen einer Aufstellung der BpjM, alle weiteren Werke entstammen offiziellen Bekanntmachungen der Behörde im Bundesanzeiger. |               |           |                                                |                            |                                        |                    |       |                                                 |